# Île Croker
Pour les articles homonymes, voir Croker.
L'île Croker, Croker Island en anglais, est une île de la mer d'Arafura relevant de la région de Darwin, dans le Territoire du Nord, en Australie. Elle est séparée de la péninsule de Cobourg, et donc du continent australien, par le détroit de Bowen.